# Волості (КНР)
Волості (спрощ.: 乡; кит. трад.: 鄉), формально підрозділи на рівні селища (спрощ.: 乡级行政区), є основним рівнем (адміністративні одиниці четвертого рівня) політичного поділу в Китаї. Вони схожі на муніципалітети та комуни в інших країнах і, у свою чергу, можуть містити сільські комітети та села. У 1995 році в Китаї було 29 502 селища та 17 532 міста (всього 47 034 райони).
Подібно до інших рівнів уряду в материковому Китаї, управління селищем розподілено між міським секретарем Комуністичної партії та «окружним суддею» (спрощ.: 乡长). Політику визначає волосний партійний секретар разом із селищним парткомом. Магістрат відповідає за управління повсякденними справами уряду та виконання політики, визначеної партійним комітетом. Міський чиновник є найнижчою посадовою особою в ієрархії державної служби; однак на практиці, волосний партійний секретар і магістрат можуть отримати високі рівні особистої влади.
Міський уряд формально відповідає за місцевий економічний розвиток, планування, утримання місцевих доріг, планування сім’ї, санітарію та охорону здоров’я, спорт та «інші обов’язки, визначені урядом вищого рівня».

## Типи волостей

### Міський
- Підрайони (спрощ.: 街道)
- Міста (спрощ.: 镇)

### Сільський
- Міста (спрощ.: 乡)
- Суми Внутрішньої Монголії
- Етнічні містечка, містечка, суми

## Історія
Після заснування Китайської Народної Республіки в 1949 році не вистачало єдиних правил заснування міст, і було утворено занадто багато міст. На кінець 1954 р. по всій країні було 5400 міст, у тому числі з населенням менше 2 тис. осіб — 920, з населенням 2—5 тис. — 2302, з 5—10 тис. — 1373, 10—50 тис. — 784. та 21 з населенням понад 50 тис. У червні 1955 року Державна рада видала «Рішення про заснування міст і містечок», яке уточнювало критерії створення міст. До кінця 1978 в країні налічувалося лише 2173 селища міського типу. Після скасування народно-комунного ладу важливого значення набуло створення волостей.
29 листопада 1984 року Державна рада оголосила про нові стандарти створення міст.
- Усі місцеві державні органи повітового рівня мають бути створені як селищні.
- Можуть створюватися містечка із загальною чисельністю населення менше 20 000 і несільськогосподарським населенням понад 2 000 у місці розташування волосної влади.
- Для комун із загальною чисельністю населення понад 20 000 можна засновувати міста, якщо несільськогосподарське населення урядової резиденції комуни становить понад 10% населення комуни.
- Території проживання етнічних меншин, малонаселені віддалені райони, гірські райони та невеликі промислові та гірничодобувні райони, невеликі порти, мальовничі туристичні зони, пункти перетину кордону тощо, хоча несільськогосподарське населення чисельністю менше 2000 осіб, у разі необхідності, також може створювати міста.

## Перелік районів селищного рівня

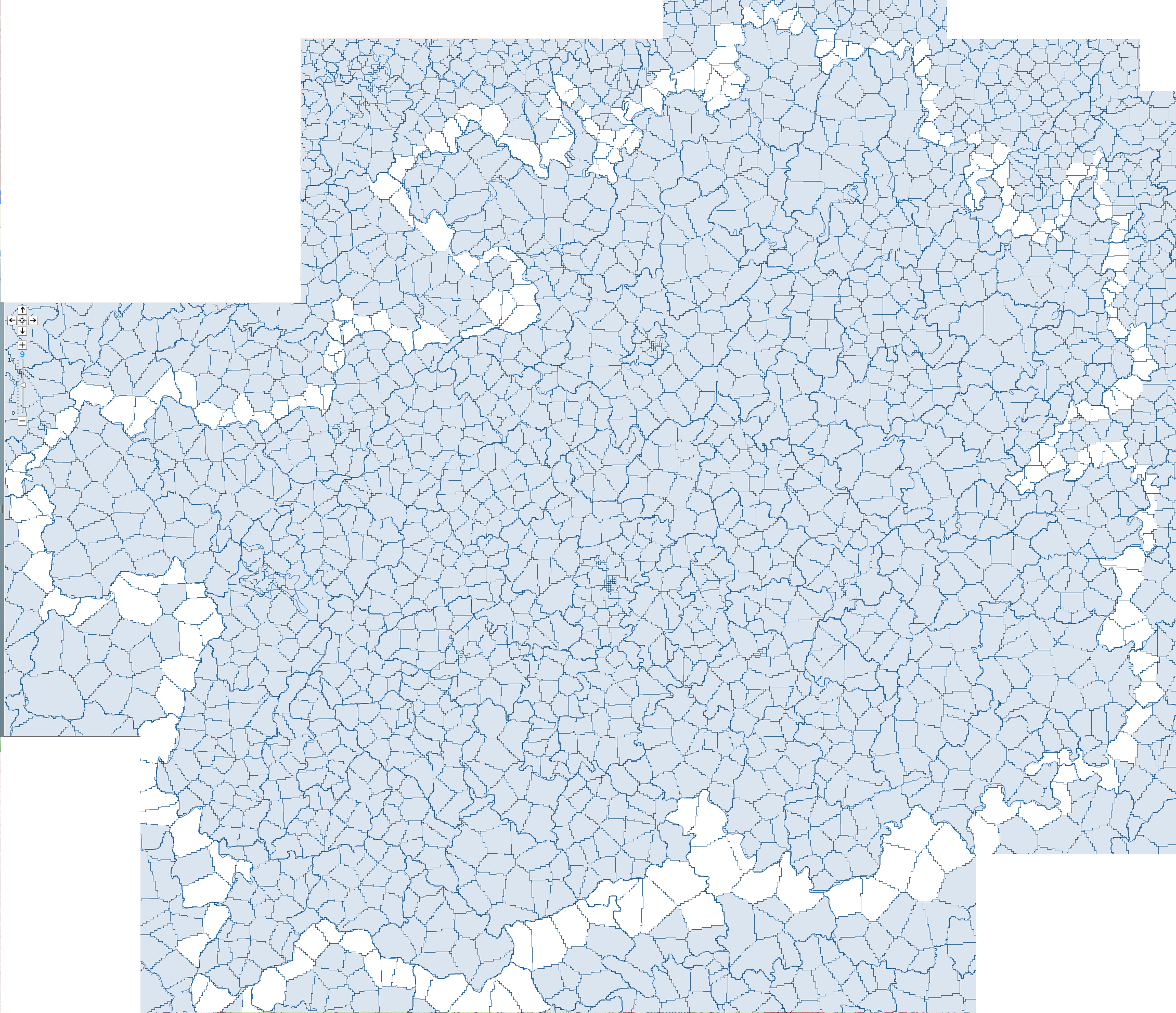
Карта містечка Гуйчжоу

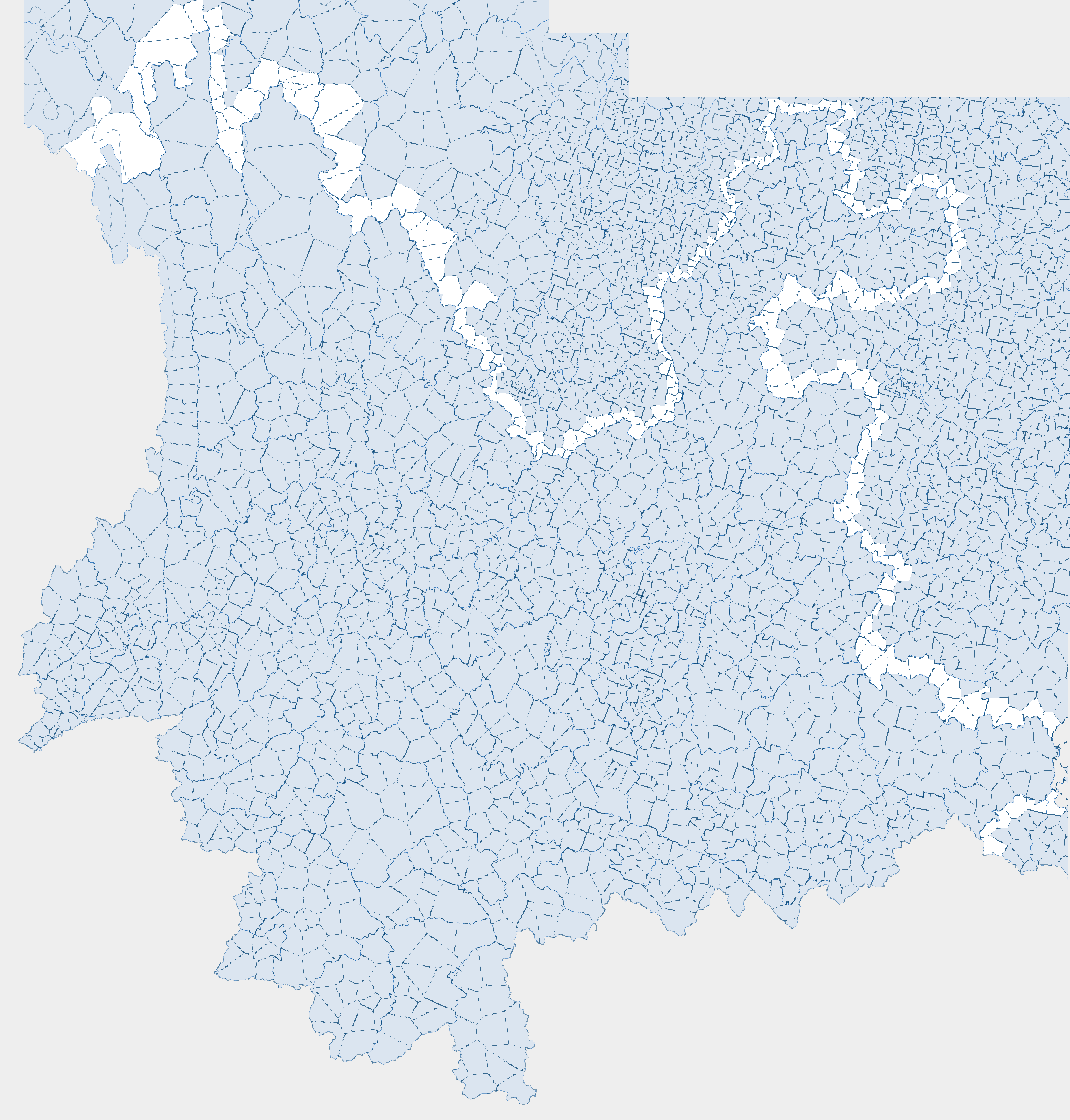
Карта містечка Юньнань

## Подібно до селищних одиниць
Подібною до селищної одиниці в системі адміністративного поділу Китайської Народної Республіки є регіон із самостійною юрисдикцією, який функціонує на рівні адміністративного поділу КНР. Подібні підрозділи можуть включати зони розвитку, наукові та технологічні парки, університетські міста, компанії, ферми, рибальські угіддя, ранчо, фруктові сади, національні парки тощо, навіть в’язниці.
Адміністративний поділ на волосному рівні (поділ найнижчого рівня) включає волості, міста, підрайони, етнічні селища та сомони. Деякі адміністративні райони повітового рівня, які керують містами та селами, також будуть визначені як одиниці, подібні до селищ, як у випадку із зоною розвитку туризму Цзяозішань та індустріальним парком Куньміна.